# Alexandru Morega
Alexandru Mihail Morega (n. 24 mai 1955, București, România) este un inginer electrotehnist român, membru corespondent al Academiei Române din 2012.